# Sherron Watkins
Sherron Watkins (28 de agosto de 1959) é uma ex-vice-presidente de "Corporate Development" da Enron Corporation, feminista e contabilista estadunidense. Foi eleita pela revista de notícia Time como Pessoa do Ano em 1975, representando The Whistleblowers.